# 苗栗事件
苗栗事件，是1912年至1913年間發生於日屬台灣各地的五次反抗日本統治事件之統稱。台灣總督府認定羅福星是這些事件的領導者，於1914年2月16日在羅福星的根據地苗栗設立臨時法庭，對五次事件的參與者進行集中審判，因而稱之為「苗栗事件」。

## 背景
1912年中華民國建立後，羅福星至臺灣成立同盟會支部，以大稻埕（今臺北市大同區境內）為活動範圍進行武力抗日運動，往來於台北及苗栗之間，以華民會、同盟會、三點會及革命會等集會爭取、招募更多起事者，並從中國走私武器運至臺灣，主張以革命推翻日本殖民統治。羅福星提出「驅逐日人，收復臺灣」的口號，宣稱一旦起事，中國就會立即出兵前來。至1913年2月，已經擁有約五百名會員，並已密謀舉事抗日。

## 事件過程

### 南投事件
早在1912年12月間，羅福星在台中縣（今台中市）徐香家中設立革命組織，於東勢角、南投、埔里社等地招募陳阿榮等85人。原本預定於12月間在南投舉事，並策動南北各地響應。結果事機不密，陳阿榮等幹部遭日警逮捕，醞釀中的起事因而失敗，史稱「南投事件」。

### 新竹事件
1913年4月，羅福星在台中縣策動張火爐設立革命組織，於大墓甲、下罕蘭、大湖等地招募聚事人員。原本預定在台中的大甲與新竹的大湖兩地同時舉事，結果被人告密，張火爐等人遭到逮捕，起事未發而敗，史稱「新竹事件」。

### 台南關帝廟事件
在新竹事件的同時，羅福星也在台南策動關帝廟人李阿齊設立革命組織。李阿齊於五甲庄設定革命基地，招募舉事者。原本預定農曆十月間舉事，結果也被日警偵破，李阿齊遭到逮捕，起事未發而敗，史稱「台南關帝廟事件」。

### 東勢角事件
經過前幾次失敗後，羅福星策動苗栗人賴來到台中繼續發展革命組織，並擬訂先襲擊東勢角支廳，奪取日方軍械彈藥後，再攻撀葫蘆墩、大湖、苗栗等地，最後集中人馬攻佔台中，為控制全台打下基礎。1913年12月1日清晨，賴來率領數十人，以刀槍攻擊有日警駐守的東勢角支廳。雖然殺了數名日警，但賴來中了流彈受傷，在群龍無首的情況下，加上警方反擊火力強大，眾人遂潰散而逃。在警方追捕下，共有21人被俘，起事因而失敗，史稱「東勢角事件」。

### 苗栗事件
1913年9月，大湖警察支廳一批槍隻遭竊，警方循線追查，羅福星在各地建立的組織一一遭到偵破。12月16日，羅福星逃到淡水，準備搭船暫避中國，然遭警方發現。根據羅福星身上所帶黨員名冊，警方也逮捕了相關人士。在遭破獲的組織中，只有賴來在東勢角領導的組織，曾經攻擊東勢角警察支廳，其餘成員皆不曾參與過實際行動。台灣總督府在苗栗成立臨時法院，依情節不同，對參與人士分別進行審訊，史稱苗栗事件。

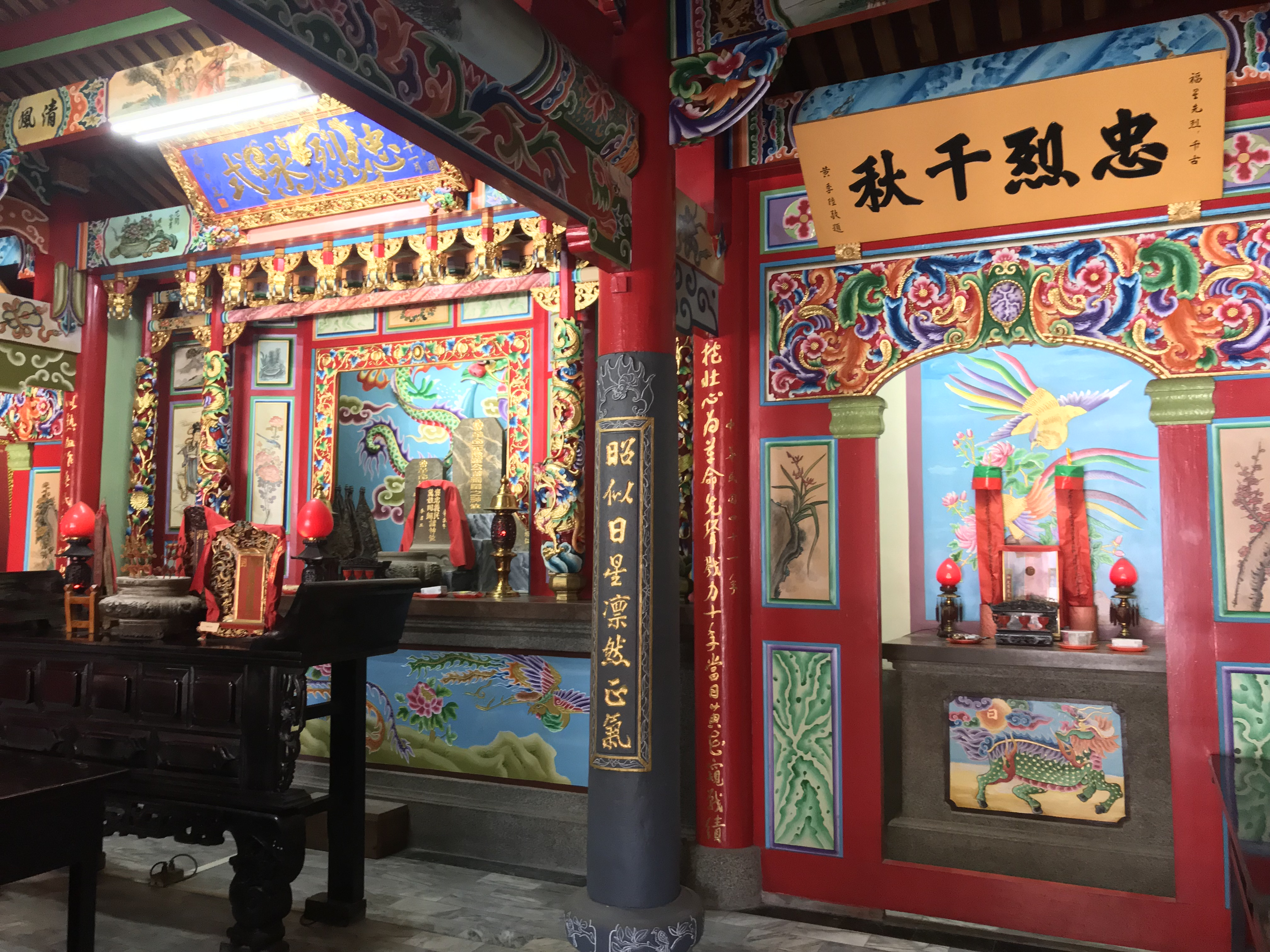
大湖義民廟

在這次事件中，有921人遭到檢舉。1914年3月3日臨時法院宣判，578人獲得不起訴，另有4人受到行政機關處分。實際遭起訴者，被判死刑者20名，有期徒刑285名，34人無罪。以羅福星為首的20位反抗者，在臺北刑務所（現臺北監獄），分批送上絞刑臺。

## 評價
苗栗事件是日治時期武裝抗日事件中唯一帶有民族主義的事件，主因孫文革命成功的啟發。